# Doubice
Doubice település Csehországban, Děčíni járásban. Doubice Jetřichovice, Chřibská, Krásná Lípa, Staré Křečany és Sebnitz településekkel határos. Lakosainak száma 98 fő (2024. január 1.).

## Népesség
A település lakosságának változását az alábbi diagram mutatja:
| Lakosok száma | 1293 | 903  | 759  | 221  | 73   | 122  | 102  | 112  | 114  | 98   |
|               | 1869 | 1900 | 1921 | 1961 | 1980 | 2011 | 2016 | 2019 | 2021 | 2024 |